# Juan Enrique Rosales
Juan Enrique Rosales Fuentes (Santiago, Capitanía general de Chile; h. 1780-Santiago, Chile; 15 de junio de 1825) fue un destacado político chileno.

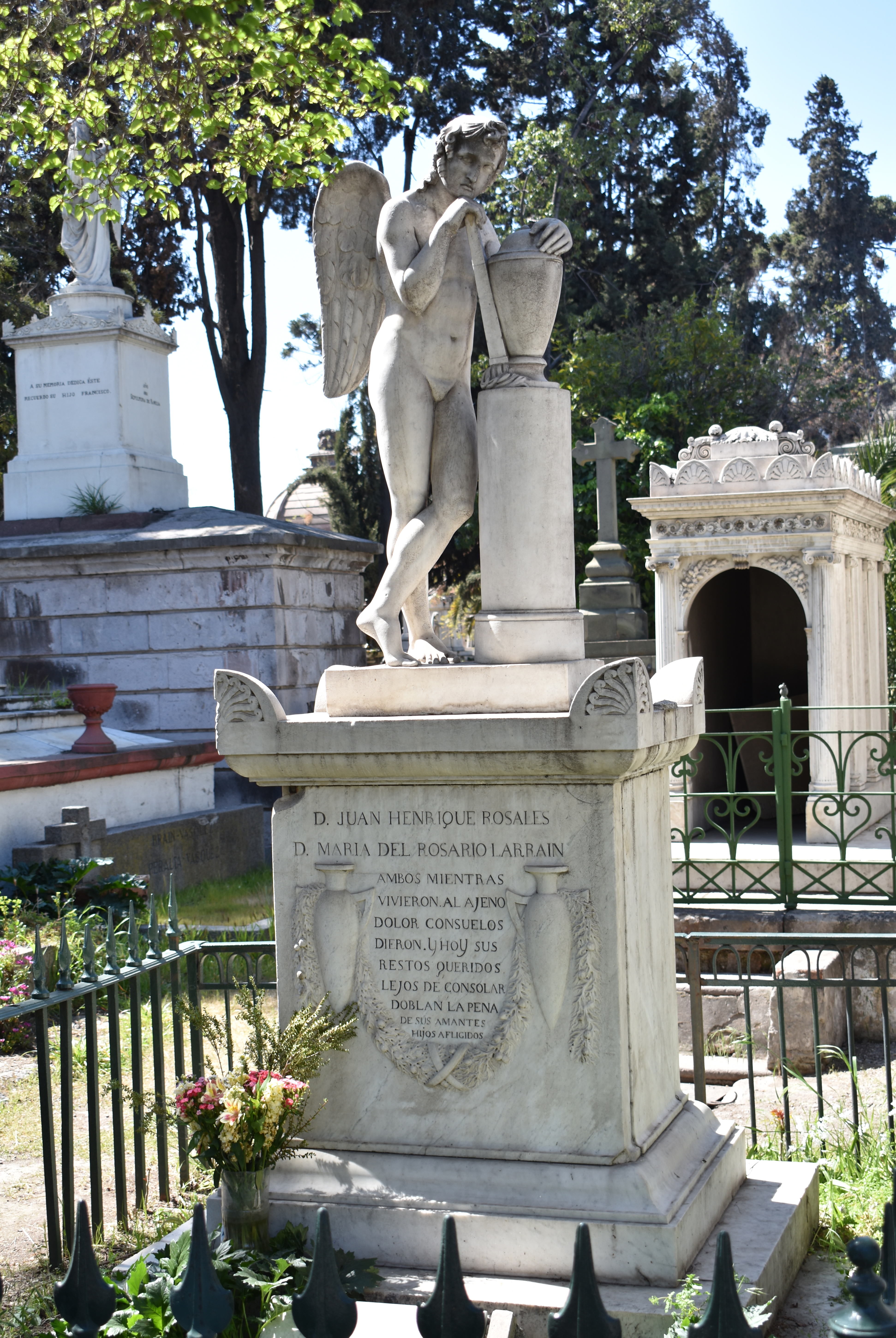
Memorial a Juan Enrique Rosales, Cementerio Central, Santiago, Chile

Miembro de una importante familia patricia de su época, fue hijo de Jerónimo de Rosales y de Margarita de Fuentes y Solar. Se casó con María del Rosario Larraín Salas, por lo cual era considerado como uno más del clan de Los Ochocientos; es decir, considerado un Larraín. Tuvo cuatro hijos: Rosario, Mercedes, Joaquín y Francisco Javier. Entre sus nietos se encuentra el conocido escritor, funcionario público y viajero Vicente Pérez Rosales, hijo de Mercedes Rosales.
Fue alcalde de Santiago en 1801. El 12 de julio de 1808 fue elegido regidor del Cabildo de Santiago de Chile. Fue vocal de la primera Junta de Gobierno el 18 de septiembre de 1810. Formó parte de la Junta Gubernativa el 2 de mayo de 1811 e integró el Tribunal Superior de Gobierno el 10 de mayo de 1811. Fue vocal de la Junta Superior de Gobierno el 17 de mayo de 1811 y presidente del Tribunal Ejecutivo el 4 de septiembre de 1811.
Después de la Derrota de Rancagua y de paso por Aconcagua, José Miguel Carrera tuvo una conferencia con él para tranquilizarlo, asegurándole que la desgracia de Rancagua no era definitiva, puesto que en pocos días más, rehecho en Aconcagua, volvería a arrojar a los españoles de Santiago. Bernardo O'Higgins, íntimo amigo de su familia, no parecía abrigar la misma esperanza, puesto que al despedirse precipitadamente dijo que «Carrera no más tiene la culpa de cuanto pasa».
Debido a su edad, no pudo viajar a Mendoza, por lo que se ocultó en un rancho de Tunquén de las Tablas, cerca de Valparaíso, y posteriormente regresó a Santiago. Por orden del general Osorio fue desterrado a Juan Fernández en la corbeta Sebastiana, donde lo acompañó su hija Rosario Rosales;  tras 27 meses, regresó a Santiago el 25 de marzo de 1817. Después de la batalla de Chacabuco, emigró a Mendoza y después regresó a Santiago. 
En su casa. y mientras aún estaba desterrado en Juan Fernández, se realizó la famosa celebración por el triunfo de la batalla de Chacabuco, donde participaron José de San Martín y Bernardo O'Higgins.
En el Museo Histórico Nacional, se conserva una levita de su propiedad.
Está enterrado en el Cementerio General de Santiago, y en su tumba se encuentra el polémico «Ángel de Rosales», que provocó controversia en su época al ser una figura desnuda que lleva una antorcha invertida de acuerdo a la simbología grecorromana de la vida y la muerte. Este ángel es la primera escultura que existió en el cementerio y fue enviada por su hijo Francisco Javier Rosales desde Europa.
| Predecesor: Martín Calvo Encalada Presidente de la Autoridad Ejecutiva Provisoria | Presidente del Tribunal Ejecutivo de Chile 4 de septiembre - 16 de noviembre de 1811 | Sucesor: José Miguel Carrera Verdugo Presidente de la Junta Provisional de Gobierno |

- Datos: Q1710445
- Multimedia: Juan Enrique Rosales / Q1710445